# Никълъс Хамънд (историк)
Никълъс Хамънд (на английски: Nicholas Geoffrey Lemprière Hammond) е британски историк и писател, професор от Кеймбриджкия университет, участник във Втората световна война, кавалер на британските ордени „Орден на Британската империя“ и Орден „За заслуги“, както и на гръцкия „Орден на феникса“.

## Биография
Роден е на 15 ноември 1907 година в град Ер, Шотландия. Завършва класическо образование и през Втората световна война като офицер ръководи акциите на гръцкото съпротивително движение в Тесалия и Егейска Македония. Определя славянското население в Западна Македония (Костурско и Леринско) като „българоговорещо“, което с готовност се въоръжава с германско оръжие.
Автор е на редица трудове свързани с историята на Антична Гърция. Умира на 24 март 2001 година.